# Championnat du Sénégal de football 2010 2011
Navigation
Édition précédente Édition suivante
Le Championnat du Sénégal de football 2010-2011 est la 48e édition du championnat du Sénégal de football, la quatrième sous l'ère professionnelle. Elle oppose seize clubs regroupées au sein d'une poule unique où les équipes se rencontrent deux fois, à domicile et à l'extérieur. En fin de saison, les deux derniers sont relégués et remplacés par les deux meilleurs clubs de Ligue 2, la deuxième division sénégalaise.
C'est le club de l'US Ouakam qui remporte le championnat après avoir terminé en tête du classement, avec cinq points d'avance sur un duo composé du tenant du titre, l'ASC Jaraaf et Casa Sports. C'est le tout premier titre de champion du Sénégal de l'histoire du club.

## Les clubs participants
| - NGB ASC Niarry Tally - ASC HLM - AS Douanes - ASC Jeanne d'Arc - Dakar Université Club - ASC Linguère - Compagnie sucrière sénégalaise - ASC Touré Kunda - Promu de L2 | - ASC Diaraf - Casa Sports - US Ouakam - US Gorée - ASC Yakaar - AS Pikine - Guédiawaye FC - ASC Dahra - Promu de L2 |

## Compétition

### Classement
| Rang | Équipe                         | Pts | J  | G  | N  | P  | Bp | Bc | Diff |
| ---- | ------------------------------ | --- | -- | -- | -- | -- | -- | -- | ---- |
| 1    | US Ouakam                      | 55  | 30 | 16 | 7  | 7  | 27 | 14 | +13  |
| 2    | ASC Diaraf T                   | 47  | 30 | 11 | 14 | 5  | 31 | 23 | +8   |
| 3    | Casa Sport C                   | 47  | 30 | 12 | 11 | 7  | 33 | 23 | +10  |
| 4    | ASC Linguère                   | 45  | 30 | 9  | 18 | 3  | 27 | 20 | +7   |
| 5    | US Gorée                       | 43  | 30 | 11 | 10 | 9  | 30 | 23 | +7   |
| 6    | NGB ASC Niarry Tally           | 42  | 30 | 9  | 15 | 6  | 20 | 21 | -1   |
| 7    | ASC Touré Kunda P              | 40  | 30 | 10 | 10 | 10 | 26 | 23 | +3   |
| 8    | AS Douanes                     | 39  | 30 | 9  | 12 | 9  | 19 | 22 | -3   |
| 9    | Guédiawaye FC                  | 39  | 30 | 9  | 12 | 9  | 21 | 21 | 0    |
| 10   | Dakar Université Club          | 38  | 30 | 10 | 8  | 12 | 26 | 26 | 0    |
| 11   | AS Pikine                      | 37  | 30 | 7  | 16 | 7  | 21 | 19 | +2   |
| 12   | ASC Yakaar                     | 35  | 30 | 8  | 11 | 11 | 18 | 21 | -3   |
| 13   | ASC Dahra P                    | 32  | 30 | 7  | 11 | 12 | 17 | 25 | -8   |
| 14   | Compagnie sucrière sénégalaise | 30  | 30 | 6  | 12 | 12 | 15 | 26 | -11  |
| 15   | ASC Jeanne d'Arc               | 29  | 30 | 6  | 11 | 13 | 18 | 30 | -12  |
| 16   | ASC HLM                        | 26  | 30 | 4  | 14 | 12 | 19 | 30 | -11  |

| Légende : Qualifications et relégations | Légende : Qualifications et relégations                                                                                               |
| --------------------------------------- | --- |
|                                         | Qualification pour la Ligue des champions 2012                                                                                        |
|                                         | Qualification pour la Coupe de la confédération 2012                                                                                  |
|                                         | Relégation en Ligue 2 |
|                                         | T : Tenants du titre 2011 P : Promus de Ligue 2 C : Vainqueur de la coupe du Sénégal 2011 CL : Vainqueur de la coupe de la ligue 2011 |

## Bilan de la saison
| Championnat du Sénégal de football 2011 |                       |
| Champion                                | US Ouakam (1er titre) |
| Coupes et trophées                      |                       |
| Vainqueur de la Coupe du Sénégal 2011   | Casa Sports           |
| Qualifications continentales            |                       |
| Ligue des champions de la CAF 2012      | US Ouakam             |
| Coupe de la confédération 2012          | Casa Sport            |
| Promotions et relégations               |                       |
| Promus en Ligue 1                       | Diambars FC           |
| Promus en Ligue 1                       | ASC Yeggo             |
| Relégués en Ligue 2                     | ASC Jeanne d'Arc      |
| Relégués en Ligue 2                     | ASC HLM               |